# Segunda insurrección serbia
La segunda insurrección serbia (en serbocroata: Други српски устанак, 1815-1817) fue la segunda fase de la Revolución serbia contra el Imperio otomano, y estalló poco después de la re-anexión del país a este imperio, en 1813. La ocupación fue llevada a cabo después de la Primera Insurrección Serbia (1804-1813), durante la cual existió Serbia como un estado independiente de facto durante más de una década. El segundo levantamiento trajo consigo la semi-independencia de Serbia del Imperio otomano. Se estableció el Principado de Serbia, que se regía por su propio Parlamento, Constitución y su propia dinastía real. La independencia de iure se consiguió en la segunda mitad del siglo XIX, pero esta segunda insurrección fue el comienzo de un establecimiento definitivo de un Estado y un ejército serbios.

## Situación
El Primer Levantamiento Serbio logró liberar al país durante un tiempo significativo (1804-1813) del Imperio otomano. Por primera vez en tres siglos, los serbios se gobernaron a sí mismos sin la supremacía del Imperio otomano ni de los Habsburgo de Austria.
Tras el fracaso del primer levantamiento, la mayoría de sus mandos instigadores escaparon al abrigo de los Habsburgo, y sólo unos pocos permanecieron en Serbia. Karađorđe Petrović, cabecilla del primer levantamiento, escapó con su familia. A pesar de los esfuerzos de Karađorđe para obtener aliados entre los serbios de Austria, los de Bosnia, los rusos, o de Napoleón Bonaparte, el Estado serbio rebelde fue aplastado por los otomanos en 1813.
Miloš Obrenović, otro de los jefes de la primera revuelta, se rindió a los turcos otomanos, y fue nombrado "Obor-Knez" («dirigente»). Stanoje Glavas también se rindió a los turcos y también recibió un título, pero después fue ejecutado cuando éstos comenzaron a desconfiar de su lealtad. Hadzi Prodan Gligorijević intentó un nuevo levantamiento entre el 27 de septiembre y 30 de diciembre de 1814, pero Obrenović no lo apoyó, pues consideró que no era el momento oportuno.
El levantamiento de Gligorijević fracasó y éste tuvo que huir a Austria. Tras el fracaso de esta revuelta, los turcos infligieron una mayor persecución contra los serbios, con trabajos forzados y mayores impuestos. En marzo de 1815, los dirigentes serbios, tras varias reuniones, decidieron iniciar una nueva revuelta.

## Desarrollo
El Consejo Nacional proclamó la revuelta en Takovo (Gornji Milanovac) el 23 de abril de 1815. El Gran Knez Obrenović fue elegido jefe y proclamó el famoso: «Aquí estoy, aquí estamos. ¡Guerra a los turcos!». Cuando los otomanos descubrieron la nueva revuelta condenaron a todos sus cabecillas a muerte. Los serbios libraron las batallas de Ljubic, Čačak, Palež, Požarevac y Dublje (Bogatić) y expulsaron a los otomanos del Bajalato de Belgrado. 
A mediados de 1815, comenzaron las negociaciones entre Obrenović y Maraşli Ali Pachá, el gobernador otomano. Obrenović consiguió una forma de autonomía parcial para los serbios y, en 1816, la Sublime Puerta firmó varios documentos para normalizar las relaciones entre serbios y turcos. El resultado fue el reconocimiento del Principado de Serbia por el Imperio otomano. Aunque el principado pagaba un impuesto anual a Estambul y hubo una guarnición de soldados turcos en Belgrado hasta 1867, Serbia era, en la mayoría de los asuntos, un Estado independiente. 
En 1817, Obrenović consiguió forzar a Maraşli Ali Pachá a negociar un acuerdo no escrito, y con ello se dio por finalizado el Segundo Levantamiento Serbio. El mismo año, Karađorđe, el jefe del primer levantamiento, volvió a Serbia, pero fue asesinado, presuntamente en una confabulación de Obrenović y los otomanos, que aún temían su popularidad. Se ha interpretado que aquí nació la enemistad entre las dinastías Obrenović y Karađorđević.
Obrenović recibió el título de príncipe de Serbia. En 1878, bajo el mandato de Milan I de Serbia (nieto de su hermano), Serbia obtuvo la independencia completa por el Tratado de Berlín.

## Cronología

Serbia, en 1817, tras la Segunda Insurrección.

Expansión territorial en 1833.

- Expansión territorial en 1833.1815, abril: El caudillo serbio Miloš Obrenović declara la guerra al Imperio otomano.
- 1815, diciembre: La mayoría de la Serbia Central ha sido liberada y expulsado el ejército otomano.
- 1816: El Imperio otomano ofrece cierto nivel de autonomía a la Serbia insurrecta. Los dirigentes serbios rechazan el tratado.
- 1817: El levantamiento llega a su fin con el tratado entre Miloš signos Obrenović y el comandante otomano Maraşli Ali Pachá. Se proclama el Principado de Serbia, con Miloš Obrenović I como príncipe.
- 1830: Se reafirma la semiindependencia con un nuevo tratado.
- 1835: Primera Constitución en los Balcanes, escrita en el Principado de Serbia. Se introduce el Parlamento de Serbia sobre la base regular. La Dinastía Obrenović es nombrada heredera legal al trono de Serbia. También describe a Serbia como un principado parlamentario independiente, lo que incomoda al Imperio otomano y la monarquía de los Habsburgo.
- 1848: Revueltas contra los Habsburgo, entre otras, en las zonas pobladas por serbios de su imperio. Voivodina y el Banato de Timişoara proclaman su unión con el Principado de Serbia. La rebelión llega a su fin por los esfuerzos diplomáticos de Viena.
- 1867: Serbia se convierte en país independiente de facto cuando las fuerzas otomanas abandonan el país, presionadas por el Reino Unido y Francia.
- 1878: Se proclama la independencia de iure formalmente en Belgrado por decisión de las grandes potencias en el Tratado de Berlín, una revisión del anterior Tratado de San Stefano, que había reconocido la independencia de Serbia.